# Geranium renardii
Geranium renardii là một loài thực vật có hoa trong họ Mỏ hạc. Loài này được Trautv. mô tả khoa học đầu tiên năm 1882.

## Hình ảnh

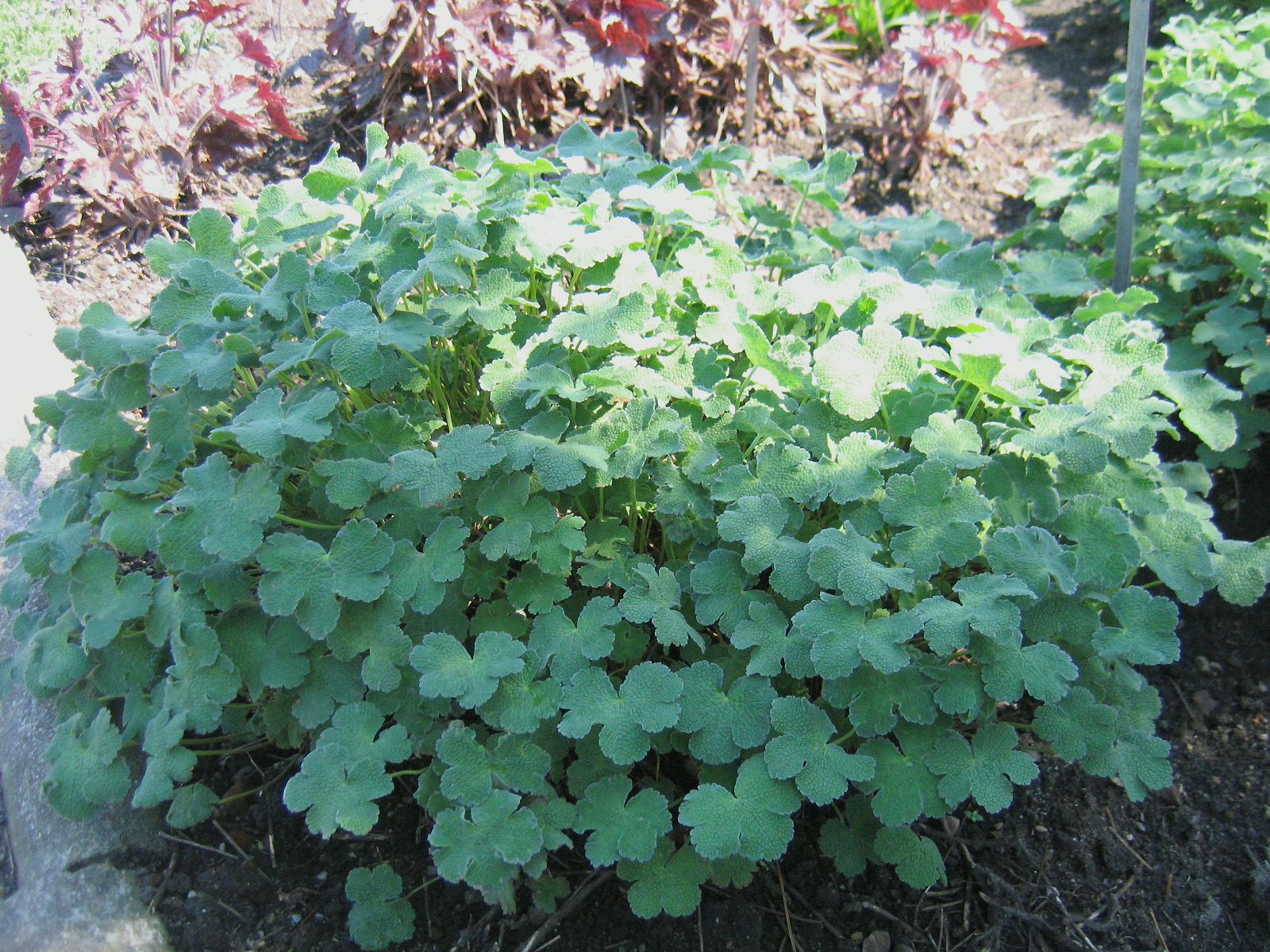
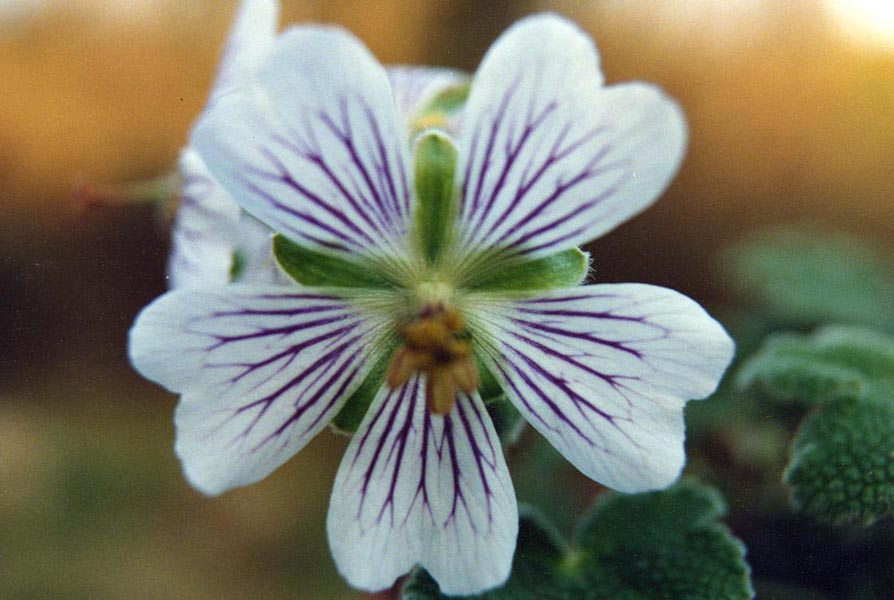
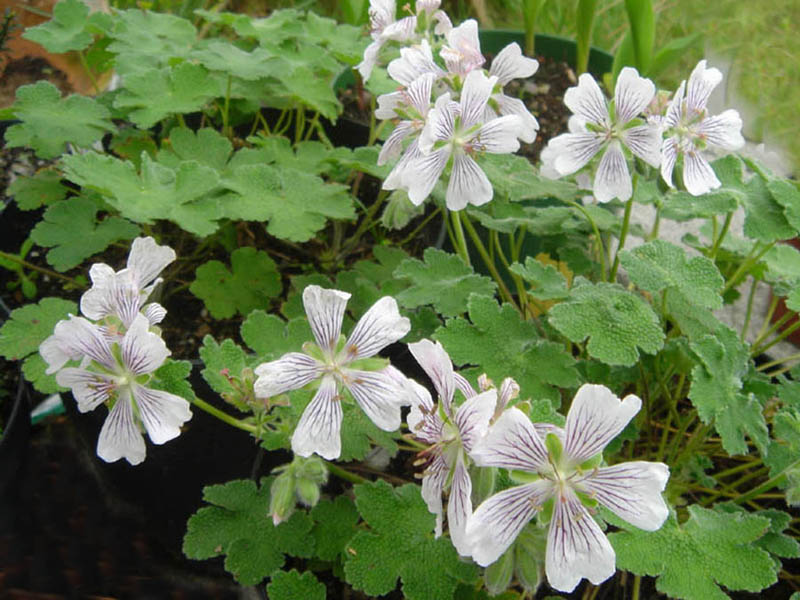
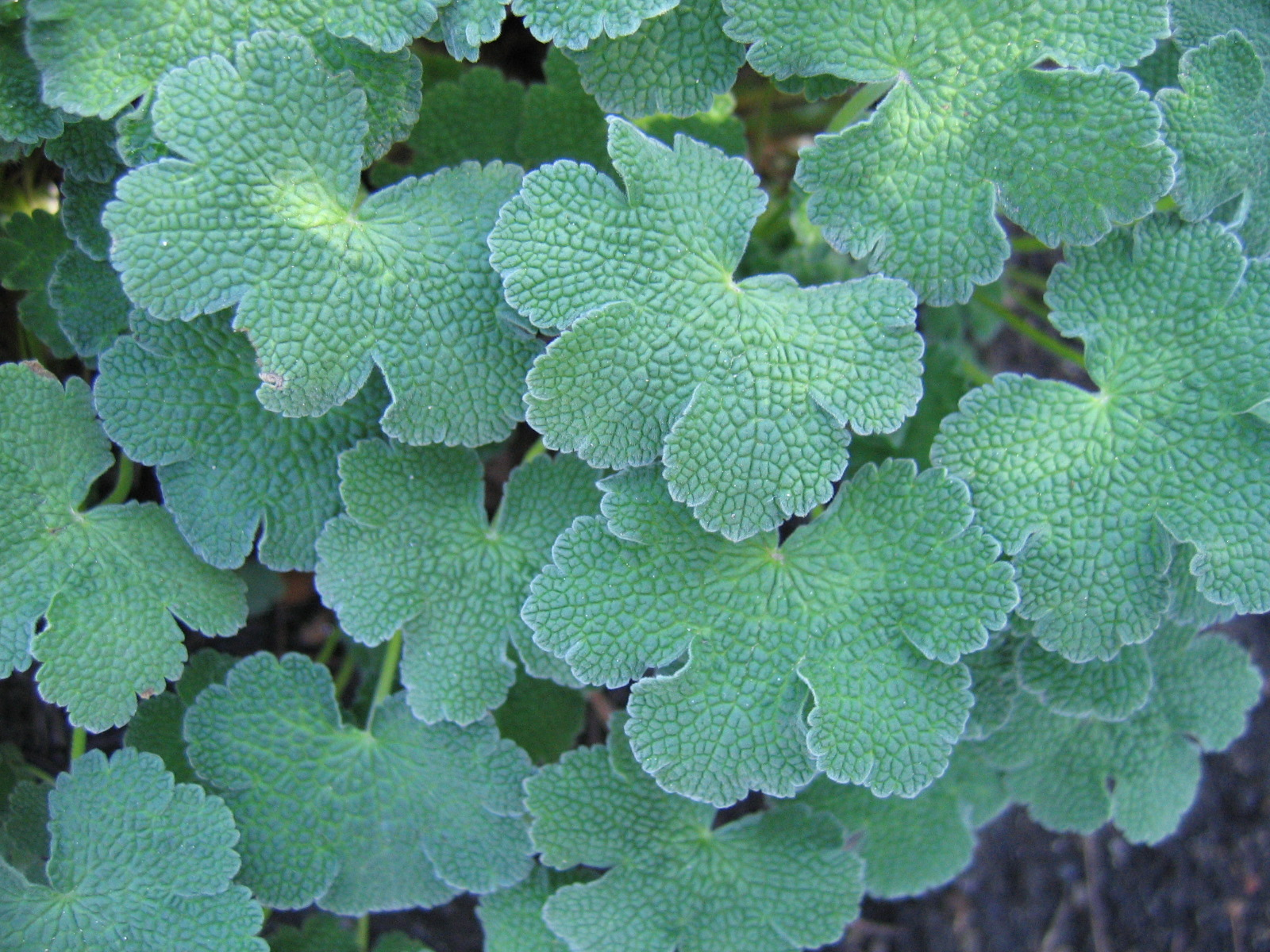